# Gioacchino Toma
Gioacchino Toma (Galatina, 24 de enero de 1836 - Nápoles, 12 de enero de 1891) fue un pintor, escritor y patriota italiano.

## Biografía
Quedó huérfano a la edad de seis años y tuvo una infancia infeliz, viviendo en orfanatos, conventos y, durante un tiempo, incluso en la cárcel: estas experiencias marcaron su sensibilidad por toda la vida. En la única obra literaria de la que fue autor, Ricordi di un orfano, describiendo su infancia como huérfano sin amor, estableció una guía suficiente para entender su personalidad de artista. Los acontecimientos trágicos de su adolescencia llenaron de tristeza parte de su producción artística, así que una parte de la crítica oficial, de manera simplista, lo definió "el pintor del gris". Con 10 años fue confiado al cuidado de algunos parientes, quienes se deshicieron de él llevándolo a un convento y luego al Hospicio gratuito de Giovinazzo. Aquí el joven Gioacchino adquirió los primeros rudimentos de dibujo y realizó en el bienio 1853-1855 varias naturalezas muertas de calidad modesta.
Después de una enfermedad volvió a Galatina; sin embargo, el entorno familiar era insoportable y un violento altercado con sus parientes le indujo a romper definitivamente sus relaciones con ellos e irse. En 1855 logró llegar a Nápoles y empezó a colaborar con el pintor Alessandro Fergola, quien en ese entonces estaba trabajando en la decoración de La Favorita, ópera francesa escrita por Gaetano Donizetti; para Fergola, Toma realizó sobre todo bocetos y se volvió un buen artesano experto en ornamento.
En 1857, la policía borbónica lo arrestó erróneamente por conspiración en una redada, y Toma tuvo que cumplir una pena de 18 meses de confinamiento en Piedimonte d’Afile, donde se produjo su iniciación a la Carboneria gracias a algunos aristócratas liberales locales. Estos últimos también fueron sus primeros clientes y para ellos pintó temas sagrados, retratos y naturalezas muertas, en el estilo del pintor napolitano Gennaro Guglielmi.
Al final de su condena continuó con su compromiso patriótico, uniéndose a las Camisas rojas de Giuseppe Garibaldi y participando en la campaña militar de 1860. Durante la guerra fue capturado y condenado; la intervención del ejército piamontés, bajo el mando del general Enrico Cialdini, le salvó la vida.

### Estudios de pinturas y primeras exposiciones

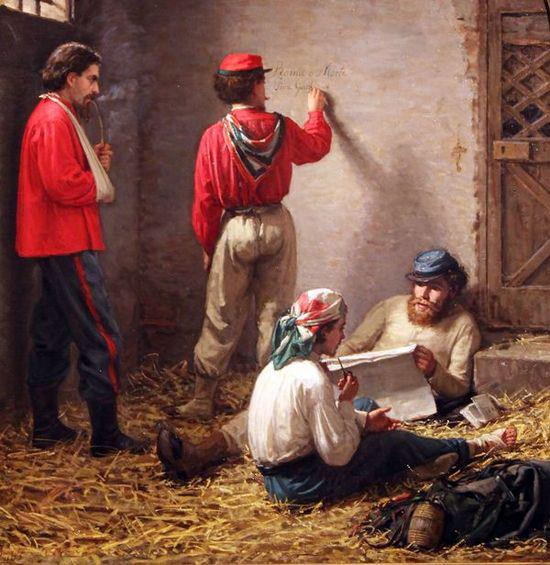
Roma o morte

A su regreso a Nápoles, en 1858, gracias a la garantía del duque de Laurenzana, se inscribió en el Real Instituto de Bellas Artes, asistiendo a la escuela de desnudo de Giuseppe Mancinelli. Realizó retratos en un estilo aún neoclásico (véase el Ritratto della duchessa Gaetani) y se dedicó a la pintura de historia como Domenico Morelli; de hecho, hizo su debut en la última exposición de época borbónica, en 1859, con un tema tassiano, la Erminia (Nápoles, Palacio Real), que fue adquirida por la Casa real y le hizo ganar una medalla de plata. Durante los dos años siguientes participó en los motines antiborbónicos, en la campaña de Garibaldi y en la lucha contra el bandolerismo militando en la Guardia nacional. A partir de 1861, año de la destitución del Borbón, pudo dedicarse a la pintura con continuidad.
En 1861 exhibió en Florencia Un prete rivoluzionario, pintura cercana al estilo de Michele Cammarano, por el claroscuro y la teatralidad de la composición; a esta obra, el año siguiente, contrapuso Il danaro di San Pietro (también conocido como Il prete reazionario, formó parte de la colección Vonwiller y actualmente se encuentra en el Museo de Capodimonte en Nápoles), que investiga el alma de un cura lleno de dudas, en el momento en que estaba a punto de financiar el bandolerismo con el dinero de la colecta. Con este cuadro y con I figli del popolo (Bari, Pinacoteca Provincial) - una bambochada con dos niños celebrando las figuras de Garibaldi y de Víctor Manuel II - en 1862 Toma participó, por invitación de Morelli, en la primera exposición de la Promotora de las Bellas Artes de Nápoles, de la que fue socio desde 1867 a 1880, participando con sus obras en las exhibiciones. La retrospectiva, póstuma, de su obra fue cuidada por Giuseppe De Nigris en 1891.

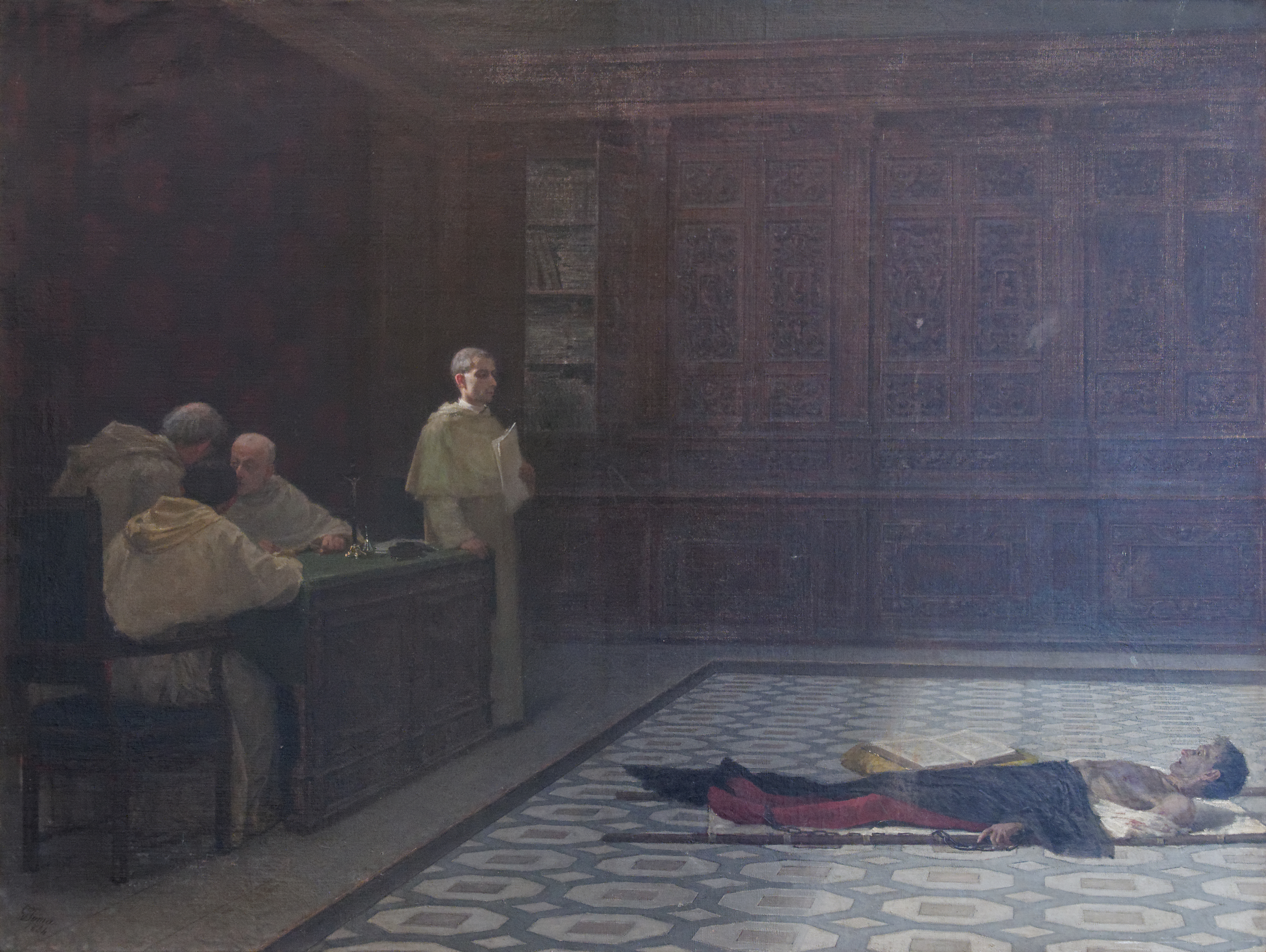
Un esame rigoroso del Sant'Uffizio

En 1863 exhibió Il fiore appassito e I fanciulli italiani; en 1864, Un esame rigoroso del Sant’Uffizio (Nápoles, Palazzo San Giacomo), que fue enviado a la Exposición Universal de París de 1867, suscitando la admiración de Ernest Meissonier.
Así maduró su forma de entender la pintura de historia, tan antigua como contemporánea, a través de una representación de los sentimientos y de las situaciones psicológicas, antes que las reconstrucciones filológicas. En comparación con el modelo de temas de Bernardo Celentano - estudiado por Toma durante mucho tiempo, también en la configuración de las pinturas de los interiores - prevalece la dimensión doméstica y cotidiana de los afectos que da a los acontecimientos un carácter universal. Se trata de una elección cercana a la de los seguidores de Filippo Palizzi, como Martelli o Migliacci, y parcialmente a la orientación de los hermanos Induno, bien conocidos a Toma, aunque sin caer en el bozzettivismo, el pintoresco o el sentimentalismo exterior.

## Enseñanza
Esta fase juvenil, caracterizada a veces por un claroscuro insistido - siguiendo el ejemplo de Palizzi y Cammarano - y por una perspectiva rigorosa, en función simbólico/expresiva, se cerró en 1864, año en que Toma atraversó una fuerte crisis. La superó en 1865, gracias a la decisión de cambiar de vida y dedicarse a la enseñanza del dibujo aplicado, en la Escuela Obrera de Artes y Oficios, en el ex Internado Cirillo y en la Escuela de Bordado del Hospicio Femenino de San Vincente Ferrer.
La experiencia didáctica, que continuó en 1878 en el Instituto de Bellas Artes, antes como profesor adjunto de pintura decorativa y, desde 1885, de dibujo de gessos, le indujo a escribir textos sobre el dibujo elemental y a publicar dibujos para bordado y encaje, expuestos en la Promotora de 1886.

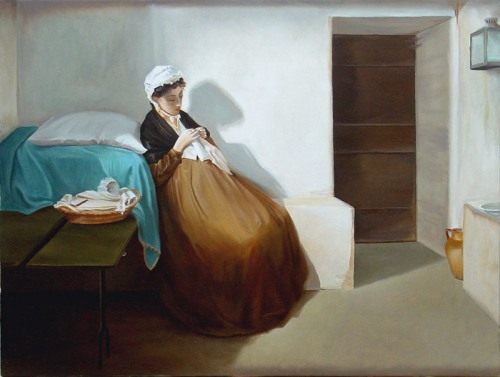
Luisa Sanfelice in carcere

La investigación de la perspectiva, junto a su dominio excepcional del medio luminista, calibrado de forma tenue, lo suficiente para proporcionar una base unitaria a la pintura y caracterizado por tonos fríos (son peculiares las gamas de grises y negros), constituyen los principales elementos de su etapa madura. Esta fase va desde Le merlettaie cieche de 1872 (Nápoles, colección privada) - que muestra alguna afinidad con Silvestro Lega, tal vez mediante el conocimiento de las obras de Adriano Cecioni - a la primera versión de Luisa Sanfelice in carcere, expuesta en la Promotora de 1874, a Clemente VII in Castel Sant'Angelo (1874 (adquirido por Antonio Mordini en la  Promotora de 1875; Nápoles, colección privada), a las cuatro obras que casi pasaron desapercibidas en la Exposición de Nápoles de 1877: La messa in casa (Nápoles, Palazzo San Giacomo), Il viatico dell'orfana, La Ruota dell'Annunziata y la segunda versión de Luisa Sanfelice in carcere (las últimas tre obras están en Roma, en la Galería Nacional de Arte Moderno).

### Últimos años
En 1880 envió a Turín Le educande al coro, La confessione in sacrestia, La pioggia di cenere a Napoli, pintado en ocasión de la erupción del Vesubio de 1872. La causa de los desposeídos y de la infancia abandonada, junto a las atmósferas conventuales fueron objeto de representación por parte de Toma, también en consonancia con la literatura romántica menor, es decir la de las novelas para las chicas jóvenes. Ejemplares de su vena intimista, demasiado destacada por la crítica posterior, son pinturas como L'onomastico della maestra (1879), Il romanzo del chiostro (expuesta en la Promotora de 1888 y en la retrospectiva de 1891), Le orfane (expuesta en 1890 y en 1891), La madre di latte (o Le due madri, 1874, expuesta en 1891).

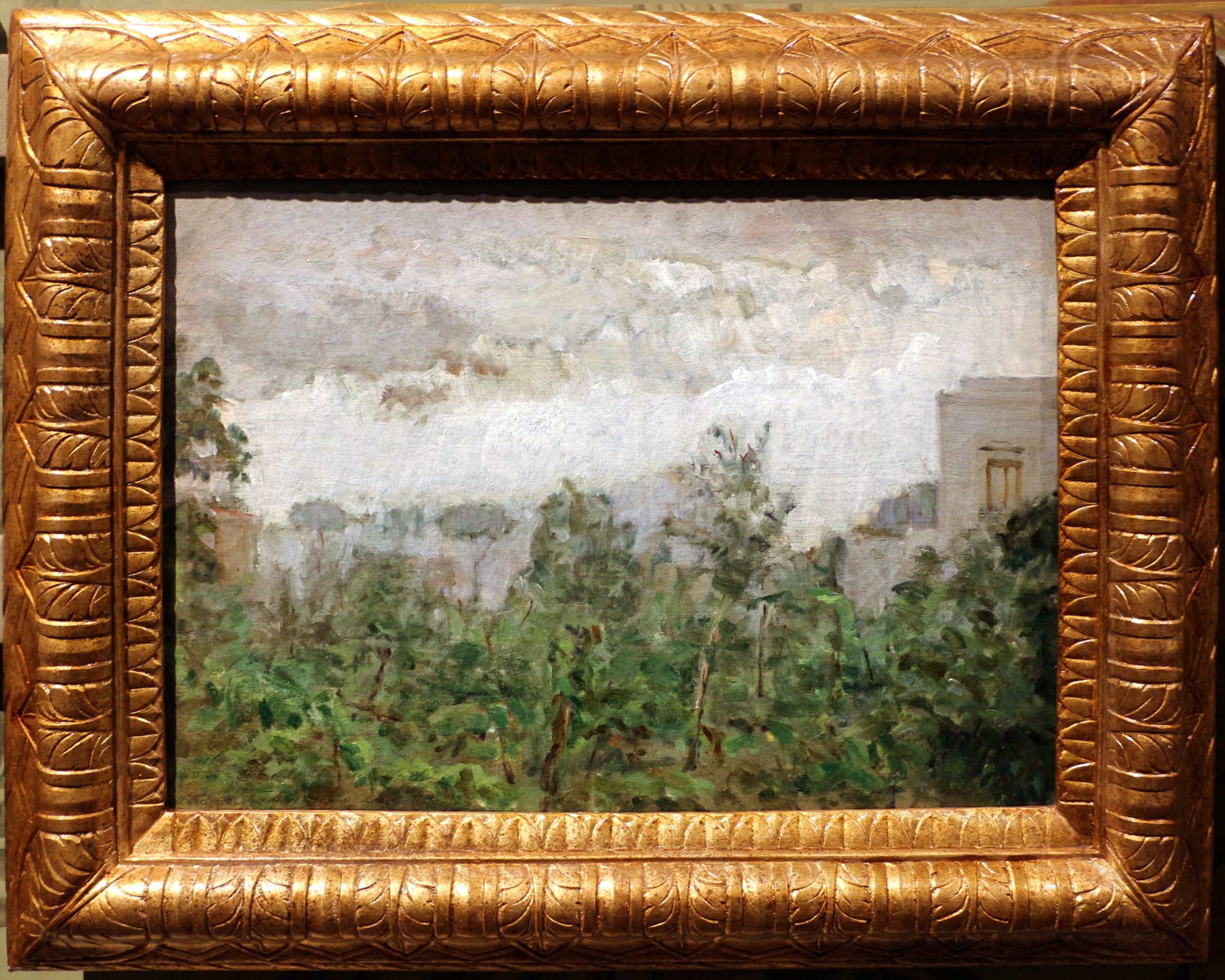
La pioggia

Tras 1880, en su última década de actividad, entró en crisis y, principalmente en los paisajes, modificó radicalmente su técnica. De hecho abandonó el tonalismo, que lo tenía fuera del debate artístico de ese entonces y se acercó a la pintura de macchia, ya experimentada en la Escuela de Resina: por tanto, realizó una serie de pinturas de gran luminosidad, con un sistema de pinceladas anchas y bien definidas, como en I funari di Torre del Greco y en Il tatuaggio dei camorristi (Nápoles, Museo de Capodimonte).
A pesar de su carácter reservado, recibió muchos honores, incluido el nombramiento como profesor honorario de la Academia Ligustica de Génova. En 1890 fue miembro del jurado de la Promotora de Nápoles. Murió prematuramente a los 55 años, en 1891.

## Distinciones honoríficas
- Caballero de la Orden de la Corona de Italia[11]